# 西北地区行政长官
西北地区行政长官或译为地区总理、地区省长（英语：Premier of the Northwest Territories）是加拿大西北地区的政府首長和实际上的行政长官。地区长官由西北地区专员委任，并成为地区政府行政会议（Executive Council，即内阁）的主席。
现任行政长官为R.J. 辛普森（R.J. Simpson）；他于2023年12月7日就任。